# Andrew Butchart
Andrew Butchart, född 14 oktober 1991, är en brittisk långdistanslöpare.

## Karriär
Butchart tävlade för Storbritannien vid olympiska sommarspelen 2016 i Rio de Janeiro, där han slutade på sjätte plats på 5 000 meter.
I augusti 2021 vid OS i Tokyo slutade Butchart på 11:e plats på 5 000 meter.